# 1827.
◄ | 18. stoljeće | 19. stoljeće | 20. stoljeće | ►
◄ | 1790-ih | 1800-ih | 1810-ih | 1820-ih | 1830-ih | 1840-ih | 1850-ih | ►
◄◄ | ◄ | 1824. | 1825. | 1826. | 1827. | 1828. | 1829. | 1830. | ► | ►►
Arhitektura • Astronomija • Biologija • Glazba • Kazalište • Kemija • Kiparstvo • Knjige • Književnost • Kršćanstvo • Meteorologija • Medicina • Politika • Pravo • Promet • Slikarstvo • Šport • Znanost • Željeznički promet

## Događaji
- Odlukom Sabora u Hrvatskoj mađarski jezik postaje obvezatnim nastavnim predmetom u višim školama

## Rođenja
- 12. lipnja – Johanna Spyri, švicarska književnica († 1901.)
- 5. kolovoza – Deodoro da Fonseca – brazilski političar († 1892.)
- 6. listopada – Josip Freudenreich, hrvatski kazališni glumac i redatelj († 1881.)

## Smrti
- 26. ožujka – Ludwig van Beethoven, njemački skladatelj (* 1770.)
- 14. lipnja – Augustin Jean Fresnel, francuski fizičar (* 1788.)
- 12. kolovoza – William Blake, engleski književnik, slikar i grafičar (* 1757.)
- 19. studenog – Franz Schubert, austrijski skladatelj (* 1797.)
- 16. prosinca – Maksimilijan Vrhovac, zagrebački biskup i mecena (* 1887.)

## Vanjske poveznice
|  | Zajednički poslužitelj ima još gradiva o temi 1827. |